# Pomysk Wielki (gromada)
Pomysk Wielki – dawna gromada, czyli najmniejsza jednostka podziału terytorialnego Polskiej Rzeczypospolitej Ludowej w latach 1954–1972.
Gromady, z gromadzkimi radami narodowymi (GRN) jako organami władzy najniższego stopnia na wsi, funkcjonowały od reformy reorganizującej administrację wiejską przeprowadzonej jesienią 1954 do momentu ich zniesienia z dniem 1 stycznia 1973, tym samym wypierając organizację gminną w latach 1954–1972.
Gromadę Pomysk Wielki z siedzibą GRN w Pomysku Wielkim utworzono – jako jedną z 8759 gromad na obszarze Polski – w powiecie bytowskim w woj. koszalińskim na mocy uchwały nr 43/54 WRN w Koszalinie z dnia 5 października 1954. W skład jednostki weszły obszary dotychczasowych gromad Pomysk Wielki, Żukówko i Pomysk Mały (bez miejscowości Sarniak, Niedarzynko i Słupia) ze zniesionej gminy Pomysk Wielki w tymże powiecie. Dla gromady ustalono 14 członków gromadzkiej rady narodowej.
1 stycznia 1958 z gromady Pomysk Wielki wyłączono osadę Helenowo, włączając ją do gromady Mokrzyn w tymże powiecie.
31 grudnia 1968 do gromady Pomysk Wielki włączono obszar zniesionej gromady Jasień (bez wsi Chośnica – z wyjątkiem miejscowości Baranowo, oraz bez miejscowości Bawernica, Kłosy, Brzezinka i Dąbrowa Leśna) w tymże powiecie.
Gromada przetrwała do końca 1972 roku, czyli do kolejnej reformy gminnej.